# الشفاء (مركز)
الشفا : إحدى مراكز محافظة بلقرن. تقع في جنوب المحافظة على مسافة 15 كيلاً، يقطنها 6827 نسمة.